# Portugal al Festival de la Cançó d'Eurovisió
Portugal ha participat en el Festival de la Cançó d'Eurovisió, després del seu debut el 1964. El Festival RTP da Canção és un concurs organitzat per la RTP, des de 1964, amb l'objectiu de seleccionar una cançó per al Festival de la Cançó d'Eurovisió.

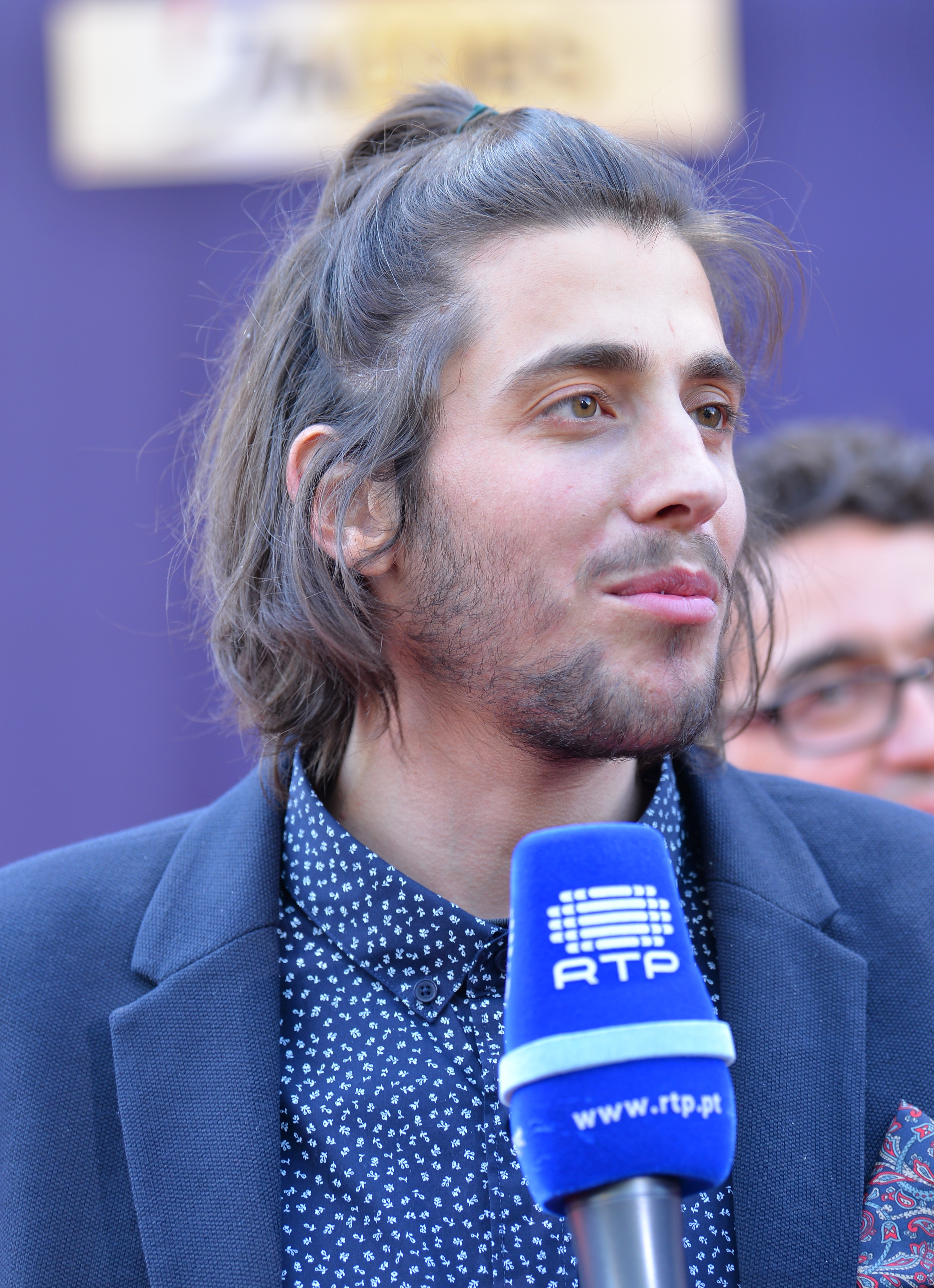
Salvador Sobral, guanyador del Festival d'Eurovisió 2017 amb 758 punts, rècord de punts fins al moment en la història del concurs.

Malgrat tenir una llarga trajectòria al Festival de la Cançó d'Eurovisió, Portugal mai no ha tingut resultats particularment bons. De les 49 cançons que ha enviat, només 10 han acabat dins del TOP-10 en una gran final, mentre que la resta s'han quedat fora; de vegades, bastant lluny d'elles. No obstant això, en 2017 van aconseguir la seva primera victòria al festival, amb 758 punts.
La primera participació, el 1964, va ser bastant descoratjadora. El país hi va enviar António Calvário amb la cançó «Oração», la qual no va rebre punts i va quedar en últim lloc. Aquest mal començament va ser seguit per altres mals resultats. En cada ocasió, els portuguesos només havien obtingut alguns punts i cada any acabaven en els últims llocs de la graella de resultats.
1970 va ser la primera vegada en què Portugal no participava en Eurovisió, ja que, juntament amb Àustria i els països escandinaus es van retirar del Festival per no estar d'acord amb el resultat de l'any anterior, en el qual es van anunciar quatre guanyadors. Per tal motiu, Sérgio Borges amb la cançó «Onde Vais Rio Que Eu Canto?», que havien seleccionat per representar a Portugal, no s'hi va presentar.
El país hi va tornar el 1971 amb la cantant Tonicha i va acabar en 9è lloc amb 83 punts, fet que va marcar el primer èxit en Eurovisió per als portuguesos. L'any següent, el 1972, Carlos Mendes i la cançó «A Festa Da Vida» van quedar en 7è lloc amb 90 punts. En 1973, Portugal va tornar a quedar dins dels primers deu llocs amb Fernando Tordo i «Tourada».
Malgrat aquests resultats, Portugal no va trigar a tornar als mals resultats. En 1974 el país va tornar a acabar en últim lloc amb la cançó «E Depois do Adeus» de Paulo de Carvalho. Els anys següents van ser anys mediocres per a les participacions portugueses, ja que acabava sempre en la meitat de la graella. Només el 1979 i 1980 van aconseguir obtenir el 9è i el 7è lloc, respectivament, amb «Sobe, Sobe, Balão Sobe» (Manuela Bravo) i «Um Grande, Grande Amor» (José Cid). Després, va seguir una altra dècada de resultats discrets, encara que Maria Guinot va quedar en 11è lloc el 1984, qui va quedar molt prop dels primers deu llocs.
Començant els anys 1990, Portugal va tenir un nou període d'èxit en el Festival de la Cançó d'Eurovisió. En 1991, per primera vegada en 11 anys, Dulce Pontes va aconseguir col·locar-se en el 8è lloc amb la balada «Lusitana Paixão». Dos anys més tard, Anabela va acabar en 10è lloc amb «A Cidade (Até Ser Dia)». En 1994, els portuguesos van obtenir un altre 8è lloc amb «Chamar A Música» de Sara Tavares. El clímax d'aquest període va ocórrer en 1996 quan Lúcia Moniz va participar amb la cançó «O Meu Coração Não Tem Cor». Moniz va obtenir 92 punts i va aconseguir col·locar-se en 6è lloc, el millor resultat obtingut pels lusitans fins aquell moment.
Això significava per a Portugal un període de glòria pel qual podien prendre avantatge per obtenir millors resultats. No obstant això, aquest es va acabar abruptament en 1997, quan va tornar a quedar en últim lloc amb zero punts. Va ser la tercera vegada que el país acabava en l'últim lloc. Aquest resultat, conjuminat a una sèrie de resultats moderats als anys següents, van ocasionar que Portugal fos relegat en 2000, de manera que va ser la primera vegada, des de 1970, que el país no es presentava a participar-hi a pesar d'haver seleccionat la cançó «Sonhos Mágicos» cantada per Liana. Dos anys més tard, en 2002, també s'hi van retirar; aquesta vegada, voluntàriament. El lloc va ser pres per Letònia, que guanyaria l'edició d'aquest any. Quan hi van tornar en 2003, van enviar, per primera vegada en la seva història, una cançó amb part de la lletra en un idioma estranger. En aquest cas, anglès, juntament amb altres parts en portuguès. A pesar que en alguns períodes de la història de l'Eurovisió s'ha permès que els països emprin idiomes estrangers, Portugal sempre s'havia presentat amb cançons totalment en portuguès.
Pel que fa a la inserció de les semifinals al concurs en 2004 per millorar els seus resultats, Portugal ha buscat noves propostes. En les tres primeres edicions amb semifinals, Portugal va fracassar i mai va quedar entre els deu primers, que obtenen la passada a la final. En 2007, Portugal hi va presentar la cantant Sabrina, que va acabar en 11è lloc de la semifinal amb la cançó «Dança Comigo (Vem Ser Feliç)» en la qual predominava el portuguès (encara que hi havia petites frases en altres idiomes durant l'actuació en directe). Sabrina es va quedar a les portes de passar a la final en posicionar-se onzena, a 3 punts de l'última finalista, Moldàvia, a qui Portugal precisament va donar la seva màxima puntuació, 12 punts. De fet, Portugal va rebre només 7 punts d'aquest país, per la qual cosa el país lusità hauria passat de no haver votat aquests països.
En 2008, Portugal va aconseguir classificar-se per a la final per primera vegada des que existeixen les rondes prèvies. A més, es va posicionar segon en la semifinal, la millor posició de la seva història fins aquell moment. En la final van aconseguir el lloc 13è.
També va aconseguir passar a la final en 2009 i 2010, encara que va acabar en 15è i 18è lloc, respectivament. Tant en 2011 com en 2012, les seves cançons es van quedar en semifinals, concretament en 18a i 13a posició, respectivament. En 2013, Portugal no va participar en el Festival, al·legant problemes financers causats per la crisi econòmica.
Portugal hi va retornar en 2014, però va quedar de nou descartat en la semifinal amb Suzy i la seva cançó «Quero Ser Tua», qui va quedar en l'11è lloc de la semifinal en què va participar, a només un punt de passar a la final. Leonor Andrade va ser la representant en 2015. La seva cançó, molt arriscada, «Há Um Mar Que Nos Separa», no va passar a la final després d'obtenir la 14a posició en la semifinal.
En 2017, va aconseguir passar a la final després de set anys sense fer-ho. Finalment, Salvador Sobral va aconseguir el primer triomf per al país lusità en tota la seva història al festival amb «Amar Pelos Dois», cançó que va obtenir 758 punts i, per tant, la màxima puntuació de la història del festival. Un any després, com a amfitrions, Cláudia Pascual i Isaura, que van cantar «O Jardim», van quedar últimes (26a posició) amb 39 punts, de manera que van obtenir el pitjor resultat de Portugal en una final. Ja en 2019, Conan Osíris i el seu tema «Telemóveis» no van passar de la semifinal, on van quedar en 15a posició amb 51 punts.

## Participacions
Llegenda
| Any                         | Seu         | Artista            | Cançó                       | Final                | Punts                | Semifinal                 | Punts                     |
| --------------------------- | ----------- | ------------------ | --------------------------- | -------------------- | -------------------- | ------------------------- | ------------------------- |
| 1964                        | Copenhaguen | António Calvário   | «Oração»                    | 13                   | 0                    | No va haver-hi semifinals | No va haver-hi semifinals |
| 1965                        | Nàpols      | Simone de Oliveira | «Sol d'hivern»              | 13                   | 1                    | No va haver-hi semifinals | No va haver-hi semifinals |
| 1966                        | Luxemburg   | Madalena Iglésias  | «Ela e ela»                 | 13                   | 6                    | No va haver-hi semifinals | No va haver-hi semifinals |
| 1967                        | Viena       | Eduardo Nascimento | «O vento mudou»             | 12                   | 3                    | No va haver-hi semifinals | No va haver-hi semifinals |
| 1968                        | Londres     | Carlos Mendes      | «Verão»                     | 11                   | 5                    | No va haver-hi semifinals | No va haver-hi semifinals |
| 1969                        | Madrid      | Simone de Oliveira | «Desfolhada portuguesa»     | 15                   | 4                    | No va haver-hi semifinals | No va haver-hi semifinals |
| No hi va participar el 1970 |             |                    |                             |                      |                      |                           |                           |
| 1971                        | Dublín      | Tonicha            | «Menina do Alto da Serra»   | 9                    | 83                   | No va haver-hi semifinals | No va haver-hi semifinals |
| 1972                        | Edimburg    | Carlos Mendes      | «A festa da vida»           | 7                    | 90                   | No va haver-hi semifinals | No va haver-hi semifinals |
| 1973                        | Luxemburg   | Fernando Tordo     | «Tourada»                   | 10                   | 80                   | No va haver-hi semifinals | No va haver-hi semifinals |
| 1974                        | Brighton    | Paulo de Carvalho  | «E depois do adeus»         | 14                   | 3                    | No va haver-hi semifinals | No va haver-hi semifinals |
| 1975                        | Estocolm    | Duarte Mendes      | «Madrugada»                 | 16                   | 16                   | No va haver-hi semifinals | No va haver-hi semifinals |
| 1976                        | La Haia     | Carlos do Carmo    | «Uma flor de verde pinho»   | 12                   | 24                   | No va haver-hi semifinals | No va haver-hi semifinals |
| 1977                        | Londres     | Os Amigos          | «Portugal no coração»       | 15                   | 18                   | No va haver-hi semifinals | No va haver-hi semifinals |
| 1978                        | París       | Gemini             | «Dai-li-dou»                | 17                   | 5                    | No va haver-hi semifinals | No va haver-hi semifinals |
| 1979                        | Jerusalem   | Manuela Bravo      | «Sobe, sobe, balão sobe»    | 9                    | 64                   | No va haver-hi semifinals | No va haver-hi semifinals |
| 1980                        | La Haia     | José Cid           | «Um grande, grande amor»    | 7                    | 71                   | No va haver-hi semifinals | No va haver-hi semifinals |
| 1981                        | Dublín      | Carlos Paião       | «Play-back»                 | 18                   | 9                    | No va haver-hi semifinals | No va haver-hi semifinals |
| 1982                        | Harrogate   | Doce               | «Bem-bom»                   | 13                   | 32                   | No va haver-hi semifinals | No va haver-hi semifinals |
| 1983                        | Múnic       | Armant Gamma       | «Aquesta balada que et dou» | 13                   | 33                   | No va haver-hi semifinals | No va haver-hi semifinals |
| 1984                        | Luxemburg   | Maria Guinot       | «Silêncio e tanta gente»    | 11                   | 38                   | No va haver-hi semifinals | No va haver-hi semifinals |
| 1985                        | Göteborg    | Adelaide Ferreira  | «Penso em ti, eu sei»       | 18                   | 9                    | No va haver-hi semifinals | No va haver-hi semifinals |
| 1986                        | Oslo        | Daura              | «Não sejas mau p'ra mim»    | 14                   | 28                   | No va haver-hi semifinals | No va haver-hi semifinals |
| 1987                        | Brussel·les | Nevada             | «Neste barco à vela»        | 18                   | 15                   | No va haver-hi semifinals | No va haver-hi semifinals |
| 1988                        | Dublín      | Dora               | «Voltarei»                  | 19                   | 5                    | No va haver-hi semifinals | No va haver-hi semifinals |
| 1989                        | Lausana     | Da Vinci           | «Conquistador»              | 16                   | 39                   | No va haver-hi semifinals | No va haver-hi semifinals |
| 1990                        | Zagreb      | Nucha              | «Há sempre alguém»          | 20                   | 9                    | No va haver-hi semifinals | No va haver-hi semifinals |
| 1991                        | Roma        | Dulce Pontes       | «Lusitana paixão»           | 8                    | 62                   | No va haver-hi semifinals | No va haver-hi semifinals |
| 1992                        | Malmö       | Dina               | «Amor d'água fresca»        | 17                   | 26                   | No va haver-hi semifinals | No va haver-hi semifinals |
| 1993                        | Millstreet  | Anabela            | «A cidade até ser dia»      | 10                   | 60                   | No va haver-hi semifinals | No va haver-hi semifinals |
| 1994                        | Dublín      | Sara Tavares       | «Chamar a música»           | 8                    | 73                   | No va haver-hi semifinals | No va haver-hi semifinals |
| 1995                        | Dublín      | Tó Cruz            | «Baunilha e chocolate»      | 21                   | 5                    | No va haver-hi semifinals | No va haver-hi semifinals |
| 1996                        | Oslo        | Lúcia Moniz        | «O meu coração não tem cor» | 6                    | 92                   | No va haver-hi semifinals | No va haver-hi semifinals |
| 1997                        | Dublín      | Célia Lawson       | «Antes do adeus»            | 24                   | 0                    | No va haver-hi semifinals | No va haver-hi semifinals |
| 1998                        | Birmingham  | Alma Lusa          | «Se eu te pudesse abraçar»  | 12                   | 37                   | No va haver-hi semifinals | No va haver-hi semifinals |
| 1999                        | Jerusalem   | Rui Bandeira       | «Como tudo começou»         | 21                   | 12                   | No va haver-hi semifinals | No va haver-hi semifinals |
| No hi va participar en 2000 |             |                    |                             |                      |                      |                           |                           |
| 2001                        | Copenhaguen | MTM                | «Só sei ser feliç assim»    | 17                   | 18                   | No va haver-hi semifinals | No va haver-hi semifinals |
| No hi va participar en 2002 |             |                    |                             |                      |                      |                           |                           |
| 2003                        | Riga        | Rita Guerra        | «Deixa-me sonhar»           | 22                   | 13                   | No va haver-hi semifinals | No va haver-hi semifinals |
| 2004                        | Istanbul    | Sofia Vitória      | «Foi magia»                 | No es va classificar | No es va classificar | 15                        | 38                        |
| 2005                        | Kíev        | 2B                 | «Amar»                      | No es va classificar | No es va classificar | 17                        | 51                        |
| 2006                        | Atenes      | Nonstop            | «Coisas de nada»            | No es va classificar | No es va classificar | 19                        | 26                        |
| 2007                        | Hèlsinki    | Sabrina            | «Dança comigo»              | No es va classificar | No es va classificar | 11                        | 88                        |
| 2008                        | Belgrad     | Vânia Fernandes    | «Senhora do mar»            | 13                   | 69                   | 2                         | 120                       |
| 2009                        | Moscou      | Flor-de-Lis        | «Totes as ruas do amor»     | 15                   | 57                   | 8                         | 70                        |
| 2010                        | Oslo        | Filipa Azevedo     | «Há dias assim»             | 18                   | 43                   | 4                         | 89                        |
| 2011                        | Düsseldorf  | Homens da luta     | «A luta é alegria»          | No es va classificar | No es va classificar | 18                        | 22                        |
| 2012                        | Bakú        | Filipa Sousa       | «Vida minha»                | No es va classificar | No es va classificar | 13                        | 39                        |
| No hi va participar en 2013 |             |                    |                             |                      |                      |                           |                           |
| 2014                        | Copenhaguen | Suzy               | «Quero Ser Tua»             | No es va classificar | No es va classificar | 11                        | 39                        |
| 2015                        | Viena       | Leonor Andrade     | «Há um mar que nos separa»  | No es va classificar | No es va classificar | 14                        | 19                        |
| No hi va participar en 2016 |             |                    |                             |                      |                      |                           |                           |
| 2017                        | Kíev        | Salvador Sobral    | «Amar pelos dois»           | 1                    | 758                  | 1                         | 370                       |
| 2018                        | Lisboa      | Cláudia Pascoal    | «O jardim»                  | 26                   | 39                   | País amfitrió             | País amfitrió             |
| 2019                        | Tel-Aviv    | Conan Osíris       | «Telemóveis»                | No es va classificar | No es va classificar | 15                        | 51                        |
| 2020                        | Rotterdam   | Elisa Silva        | «Medo de Sentir»            | Festival cancel·lat  | Festival cancel·lat  | Festival cancel·lat       | Festival cancel·lat       |
| 2021                        | Rotterdam   | The Black Mamba    | «Love is on my Side»        | 12                   | 153                  | 4                         | 239                       |
| 2022                        | Torí        | Maro               | «Saudade, saudade»          | 9                    | 207                  | 4                         | 208                       |
| 2023                        | Liverpool   | Mimicat            | «Ai Coração»                | 23                   | 59                   | 9                         | 74                        |
| 2024                        | Malmö       | Iolanda            | «Grito»                     | 10                   | 152                  | 8                         | 58                        |
| 2025                        | Basilea     | NAPA               | «Deslocado»                 | 21                   | 50                   | 9                         | 56                        |

## Festivals organitzats a Portugal
| Edició                                | Ciutat seu | Localització | Presentandors                                                     |
| ------------------------------------- | ---------- | ------------ | ----------------------------------------------------------------- |
| Festival de la Cançó d'Eurovisió 2018 | Lisboa     | Altice Arena | Daniela Ruah, Catarina Furtado, Filomena Cautela i Sílvia Alberto |

## Votació de Portugal
Fins a 2019, la votació de Portugal ha estat:
| Més punts atorgats només en la gran final | Més punts atorgats només en la gran final | Més punts atorgats només en la gran final |
| Pos.                                      | País                                      | Punts                                     |
| ----------------------------------------- | ----------------------------------------- | ----------------------------------------- |
| 1                                         | Espanya                                   | 221                                       |
| 2                                         | Itàlia                                    | 218                                       |
| 3                                         | Alemanya                                  | 185                                       |
| 4                                         | Regne Unit                                | 176                                       |
| 5                                         | França                                    | 144                                       |

| Més punts atorgats en semifinals i final | Més punts atorgats en semifinals i final | Més punts atorgats en semifinals i final |
| Pos.                                     | País                                     | Punts                                    |
| ---------------------------------------- | ---------------------------------------- | ---------------------------------------- |
| 1                                        | Espanya                                  | 221                                      |
| 2                                        | Itàlia                                   | 218                                      |
| 3                                        | Suècia                                   | 205                                      |
| 4                                        | Alemanya                                 | 185                                      |
| 5                                        | Bèlgica                                  | 178                                      |

| Més punts rebuts només en la final | Més punts rebuts només en la final | Més punts rebuts només en la final |
| Pos.                               | País                               | Punts                              |
| ---------------------------------- | ---------------------------------- | ---------------------------------- |
| 1                                  | França                             | 188                                |
| 2                                  | Espanya                            | 178                                |
| 3                                  | Suïssa                             | 122                                |
| 4                                  | Països Baixos                      | 93                                 |
| 5                                  | Alemanya                           | 78                                 |

| Més punts rebuts en semifinals i final | Més punts rebuts en semifinals i final | Més punts rebuts en semifinals i final |
| Pos.                                   | País                                   | Punts                                  |
| -------------------------------------- | -------------------------------------- | -------------------------------------- |
| 1                                      | França                                 | 262                                    |
| 2                                      | Espanya                                | 261                                    |
| 3                                      | Suïssa                                 | 188                                    |
| 4                                      | Bèlgica                                | 129                                    |
| 5                                      | Alemanya                               | 118                                    |

## 12 punts
- Portugal ha donat 12 punts a:

### Final (1975 - 2003)
| Any  | País       | Any  | País      | Any  | País       | Any  | País       | Any                         | País                        |
| ---- | ---------- | ---- | --------- | ---- | ---------- | ---- | ---------- | --------------------------- | --------------------------- |
| 1975 | França     | 1981 | Alemanya  | 1987 | Itàlia     | 1993 | França     | 1999                        | Alemanya                    |
| 1976 | Regne Unit | 1982 | Alemanya  | 1988 | Suïssa     | 1994 | Irlanda    | No hi va participar en 2000 | No hi va participar en 2000 |
| 1977 | Regne Unit | 1983 | Luxemburg | 1989 | Regne Unit | 1995 | Noruega    | 2001                        | França                      |
| 1978 | Luxemburg  | 1984 | Espanya   | 1990 | Islàndia   | 1996 | Regne Unit | No hi va participar en 2002 | No hi va participar en 2002 |
| 1979 | Israel     | 1985 | Itàlia    | 1991 | Itàlia     | 1997 | Itàlia     | 2003                        | Espanya                     |
| 1980 | Itàlia     | 1986 | Bèlgica   | 1992 | Malta      | 1998 | Israel     |                             |                             |